# Stepanivka, orașul regional Herson, regiunea Herson
Stepanivka (în ucraineană Степанівка) este un sat în așezarea urbană Komîșanî din orașul regional Herson, regiunea Herson, Ucraina.

## Demografie
Componența lingvistică a localității Stepanivka
     Ucraineană (80,21%)
     Rusă (19,54%)
     Alte limbi (0,13%)
Conform recensământului din 2001, majoritatea populației localității Stepanivka era vorbitoare de ucraineană (80,21%), existând în minoritate și vorbitori de rusă (19,54%).